# Joan Baptista Madramany i Carbonell
Joan Baptista Madramany i Carbonell (L'Alcúdia, 25 de novembre de 1738 - L'Alcúdia, 29 de desembre de 1802), pertanyent a una família d'agricultors hisendats, tingué una bona formació humanística, i alternà la dedicació vocacional a l'horticultura amb el cultiu de la poesia en llengua castellana. Fou el primer traductor al castellà de l'Art Poétique de Boileau, obra molt influent en l'expansió del neoclassicisme arreu d'Europa. La versió de Madramany, considerada literàriament inferior a la d'Arriaza que aparegué vint anys després (1807), destaca en canvi, per la seua superior erudició, com a document de gran utilitat per a la història del neoclassicisme a Espanya.
Era cosí del jurista Marià Madramany.

## Obres
- El Arte Poética de Nicolás Boileau Despréau, traducida del verso francés al castellano. Ilustrada con un prólogo y notas del traductor. València: Joseph y Tomás de Orga, 1787.
- El poema del Facistol (le Lutrin) de Boileau, traducido en verso de arte mayor. Ms. inèdit.
- La Quinta. Poema manuscrit, del qual compongué només els dos primers cants dels tres projectats; tracta del cultiu d'un hort seu que tenia a l'Alcúdia, que havia estat de l'antic convent de Descalços i ell l'havia comprat abans que fos enderrocat.